# Amlabad
Amlabad là một census town ở quận Bokaro ở bang Jharkhand, Ấn Độ.

## Cơ cấu dân số
Theo điều tra dân số năm 2001 tại Ấn Độ,India Amlabad có dân số 4723 người. Nam chiếm 55% và nữ chiếm 45% dân số. Amlabad có tỷ lệ biết chữ trung bình 66%, cao hơn mức trung bình quốc gia 59,5%; với 64% nam giới và 36% nữ giới biết chữ. 13% dân số dưới 6 tuổi.